# Pancz masala
Pancz masala – odmiana masali, stosowana w kuchni indyjskiej mieszanka przypraw w postaci całych nasion. Pancz masala używana jest głównie do gotowanych warzyw.
W skład pancz masali wchodzi pięć następujących składników:
- nasiona kminu rzymskiego,
- nasiona czarnuszki lub kminku czarnego,
- nasiona gorczycy czarnej,
- nasiona anyżu lub kopru włoskiego,
- nasiona kozieradki.

Składniki  po wymieszaniu przechowuje się szczelnie zamknięte w suchym i chłodnym miejscu.